# Siborutorup
Siborutorup is een bestuurslaag in het regentschap Humbang Hasundutan van de provincie Noord-Sumatra, Indonesië. Siborutorup telt 1441 inwoners (volkstelling 2010).